# Аврора Корну
Аврора Корну (фр. Aurora Cornu; 6 грудня 1931 — 14 березня 2021) — румунсько-французька письменниця та акторка.

## Життєпис
Народилася 6 грудня 1931 року у Провіца-де-Жос, Прахова, Румунське королівство. Її батько був заарештований через те, що 11 років допомагав переховуватися колишньому генералу Румунської королівської армії (дядькові письменниці) та помер у тюрмі, після чого вона була всиновлена іншим своїм дядьком. У 14-річному віці втекла з дому. Закінчила літературну школу імені Міхая Емінеску в Бухаресті, потім працювала у секції поетичних перекладів журналу «Viața Românească». У 1955—1959 роках перебувала у шлюбі з письменником Марином Преда. Після розлучення деякий час була нареченою математика Тюдора Ганеа. 1962 року під псевдонімом Стефан Рунку був виданий її переклад румунською трагедії «Гамлет» Шекспіра. Під час поїздки на поетичний фестиваль у Кнокке-Хейстс, Бельгія, здійснила втечу на Захід, після чого оселилася в Парижі, де перший час жила у бідності, приймаючи допомогу від дружини поета П'єра Еммануеля. В числі її друзів були румунські емігранти Мірча Еліаде, Еміль Чоран та Жан Парвулеску.
У Франції вступила у шлюб з Орелом Корнеа, телевізійним звукооператором румунського походження. У 1967—1978 роках працювала з Монікою Ловінеску і Вірджилом Ієрунком у їхній літературній програмі на Радіо Свобода. 1970 року спільно з Жаном-Клодом Бріалі виконала одну з головних ролей у драматичному фільмі «Коліно Клер» режисера Еріка Ромера. Стрічка отримала низку кінонагород, в тому числі й Золоту мушлю — головний приз Міжнародного кінофестивалю у Сан-Себастьяні 1971 року. Наступного року з'явилася в невеликій ролі в його ж фільмі «Кохання після полудня». Власним коштом збудувала каплицю у румунській комуні Корну, Прахова, зовнішній дизайн якої був створений за малюнком художника Хорії Даміана. Останні роки жила між Парижем та Нью-Йорком.
Аврора Корну померла 14 березня 2021 року у Парижі в 89-річному віці.

## Список творів
- 1954 — Studenta
- 1962 — Distanțe
- 1984 — La Déesse au sourcil blanc
- 1995 — Poezii
- 2003 — Fugue roumaine vers le point C
- 1998 — Marin Preda, Scrisori către

## Фільмографія
- 1970 — Коліно Клер — Аврора, романістка
- 1972 — Кохання після полудня — жінка в уявній сцені